# Augusta di Sassonia-Gotha-Altenburg (1752-1805)
Augusta di Sassonia-Gotha-Altenburg (Roda, 30 novembre 1752 – Rudolstadt, 28 maggio 1805) era la figlia maggiore del principe Giovanni Augusto di Sassonia-Gotha-Altenburg e fu principessa consorte di Schwarzburg-Rudolstadt per il suo matrimonio con il principe Federico Carlo.

## Matrimonio
Il 28 novembre 1780 sposò a Stadtroda il principe Federico Carlo di Schwarzburg-Rudolstadt: aveva ormai 28 anni, a quell'epoca considerata un'età avanzata per sposarsi . Federico, era già stato sposato con una cugina, la principessa Augusta di Schwarzburg-Rudolstadt, morta due anni prima, che gli aveva dato sei figli.
Da questa unione non nacquero figli. Federico morì quasi tredici anni dopo. Augusta morì il 28 novembre 1805, a 52 anni di età.

## Ascendenza
|                                                         |   |                                           | Genitori                           |  |  | Nonni |  |  | Bisnonni                               |  |  | Trisnonni                             |  |
|                                                         |   |                                           |                                    |  |  |       |  |  | Federico I di Sassonia-Gotha-Altenburg |  |  | Ernesto I di Sassonia-Gotha-Altenburg |  |
|                                                         |   |                                           |                                    |  |  |       |  |  | Federico I di Sassonia-Gotha-Altenburg |  |  | Ernesto I di Sassonia-Gotha-Altenburg |  |
|                                                         |   | Elisabetta Sofia di Sassonia-Altenburg    |                                    |  |  |       |  |  | Federico I di Sassonia-Gotha-Altenburg |  |  |                                       |  |
| Federico II di Sassonia-Gotha-Altenburg                 |   |                                           |                                    |  |  |       |  |  | Federico I di Sassonia-Gotha-Altenburg |  |  |                                       |  |
|                                                         |   | Maddalena Sibilla di Sassonia-Weissenfels | Augusto di Sassonia-Weissenfels    |  |  |       |  |  |                                        |  |  |                                       |  |
|                                                         |   | Maddalena Sibilla di Sassonia-Weissenfels | Augusto di Sassonia-Weissenfels    |  |  |       |  |  |                                        |  |  |                                       |  |
|                                                         |   | Maddalena Sibilla di Sassonia-Weissenfels | Anna Maria di Meclemburgo-Schwerin |  |  |       |  |  |                                        |  |  |                                       |  |
| Giovanni Augusto di Sassonia-Gotha-Altenburg            |   | Maddalena Sibilla di Sassonia-Weissenfels |                                    |  |  |       |  |  |                                        |  |  |                                       |  |
|                                                         |   | Carlo Guglielmo di Anhalt-Zerbst          | Giovanni VI di Anhalt-Zerbst       |  |  |       |  |  |                                        |  |  |                                       |  |
|                                                         |   | Carlo Guglielmo di Anhalt-Zerbst          | Giovanni VI di Anhalt-Zerbst       |  |  |       |  |  |                                        |  |  |                                       |  |
|                                                         |   | Carlo Guglielmo di Anhalt-Zerbst          | Sofia Augusta di Holstein-Gottorp  |  |  |       |  |  |                                        |  |  |                                       |  |
| Maddalena Augusta di Anhalt-Zerbst                      |   | Carlo Guglielmo di Anhalt-Zerbst          |                                    |  |  |       |  |  |                                        |  |  |                                       |  |
|                                                         |   | Sofia di Sassonia-Weissenfels             | Augusto di Sassonia-Weissenfels    |  |  |       |  |  |                                        |  |  |                                       |  |
|                                                         |   | Sofia di Sassonia-Weissenfels             | Augusto di Sassonia-Weissenfels    |  |  |       |  |  |                                        |  |  |                                       |  |
|                                                         |   | Sofia di Sassonia-Weissenfels             | Anna Maria di Meclemburgo-Schwerin |  |  |       |  |  |                                        |  |  |                                       |  |
| Augusta di Sassonia-Gotha-Altenburg                     |   | Sofia di Sassonia-Weissenfels             |                                    |  |  |       |  |  |                                        |  |  |                                       |  |
|                                                         | … | …                                         |                                    |  |  |       |  |  |                                        |  |  |                                       |  |
|                                                         | … | …                                         |                                    |  |  |       |  |  |                                        |  |  |                                       |  |
|                                                         | … | …                                         |                                    |  |  |       |  |  |                                        |  |  |                                       |  |
| Enrico I di Reuss-Schleiz                               | … |                                           |                                    |  |  |       |  |  |                                        |  |  |                                       |  |
|                                                         |   | …                                         | …                                  |  |  |       |  |  |                                        |  |  |                                       |  |
|                                                         |   | …                                         | …                                  |  |  |       |  |  |                                        |  |  |                                       |  |
|                                                         |   | …                                         | …                                  |  |  |       |  |  |                                        |  |  |                                       |  |
| Luisa di Reuss-Schleiz                                  |   | …                                         |                                    |  |  |       |  |  |                                        |  |  |                                       |  |
|                                                         |   | …                                         | …                                  |  |  |       |  |  |                                        |  |  |                                       |  |
|                                                         |   | …                                         | …                                  |  |  |       |  |  |                                        |  |  |                                       |  |
|                                                         |   | …                                         | …                                  |  |  |       |  |  |                                        |  |  |                                       |  |
| Giuliana Dorotea Luisa di Löwenstein-Wertheim-Virneburg |   | …                                         |                                    |  |  |       |  |  |                                        |  |  |                                       |  |
|                                                         |   | …                                         | …                                  |  |  |       |  |  |                                        |  |  |                                       |  |
|                                                         |   | …                                         | …                                  |  |  |       |  |  |                                        |  |  |                                       |  |
|                                                         |   | …                                         | …                                  |  |  |       |  |  |                                        |  |  |                                       |  |
|                                                         |   | …                                         |                                    |  |  |       |  |  |                                        |  |  |                                       |  |